# Thurnia sphaerocephala
Espèce
Synonymes
- Mnasium sphaerocephala Rudge[2]
- Rapatea sphaerocephala (Rudge) Schult. & Schult.f.[2]

Thurnia sphaerocephala est une espèce de plantes de la famille des Thurniaceae.